# Bartolino de Novare
Bartolino (Bertolino) Ploti de Novare (Novare,… – Ferrare, entre 1406 et 1410) est un architecte et un ingénieur italien. 

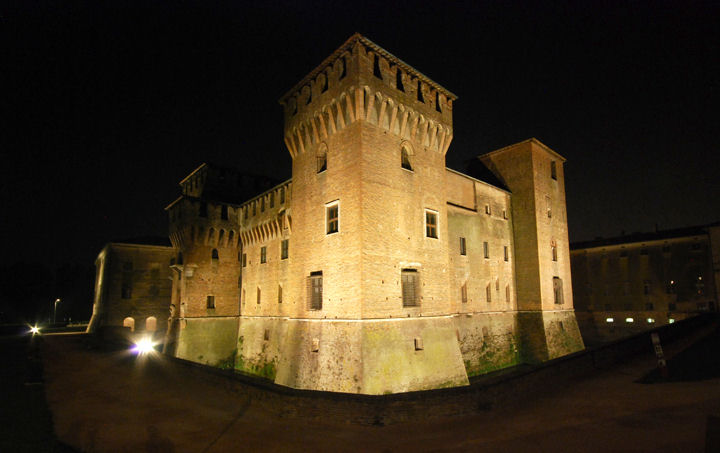
Mantoue, le « Castello di San Giorgio »

## Biographie
Il travailla pour les Estensi qui en 1376 lui offrirent dans la ville de Ferrare un palais où devait vivre par la suite son descendant Domenico Maria Novara (qui fut le maitre de Copernic) et en 1385 il conçut pour eux les plans du Château d'Este.
En 1395, résidant à la cour de Francesco Gonzaga, il fournit des dessins et des plans pour celui de Mantoue. Le seigneur de Mantoue, aux débuts du Quattrocento, fit réaliser des interventions architecturales et urbanistiques considérables dans la zone de la cour et de l'évêché. On y démolit quelques églises anciennes comme Santa Maria in Capo di Bove et Santa Croce pour édifier à la place le Castello gonzaghesco. Francesco le chargea aussi de construire le sanctuaire de la Bienheureuse-Vierge-des-Grâces de Curtatone. 
En 1402 il commença la construction de la Rocca Estense de Finale Emilia qui fut agrandie en 1425 sur des plans de Giovanni da Siena pour Nicolas III d'Este. 
En 1404 il fut chargé de la construction des bastions défensifs le long du Pô. 
Comme ingénieur militaire, il reçut des commandes de la part des Visconti de Milan et de la famille des Médicis de Florence.